# Zagrebačka nogometna zona 1958./59.
Zagrebačka nogometna zona, također i kao  I. zona Zagreb, I. zona  je bila jedna od zona Prvenstva Hrvatske, te liga trećeg stupnja nogometnog prvenstva Jugoslavije u sezoni 1959./60. 
 
Sudjelovalo je 12 klubova, a prvak je bio "Tekstilac" iz Zagreba.  

## Ljestvica
| mj. | klub                 | ut. | pob. | ner. | por. | gol+ | gol– | bod |
| --- | -------------------- | --- | ---- | ---- | ---- | ---- | ---- | --- |
| 1.  | Tekstilac Zagreb     | 22  | 15   | 5    | 2    | 71   | 21   | 35  |
| 2.  | Radnik Velika Gorica | 22  | 14   | 6    | 2    | 60   | 27   | 34  |
| 3.  | Metalac Zagreb       | 22  | 14   | 3    | 5    | 64   | 26   | 31  |
| 4.  | Dubrava Zagreb       | 22  | 12   | 2    | 8    | 43   | 36   | 26  |
| 5.  | Kustošija Zagreb     | 22  | 10   | 5    | 7    | 44   | 33   | 25  |
| 6.  | Trnje Zagreb         | 22  | 9    | 6    | 7    | 42   | 36   | 24  |
| 7.  | Mladost Zagreb       | 22  | 10   | 2    | 10   | 36   | 40   | 22  |
| 8.  | Borac Zagreb         | 22  | 7    | 4    | 11   | 34   | 47   | 18  |
| 9.  | Poštar Zagreb        | 22  | 7    | 3    | 12   | 28   | 47   | 17  |
| 10. | Samobor              | 22  | 7    | 2    | 13   | 39   | 50   | 16  |
| 11. | Mesarski Zagreb      | 22  | 3    | 4    | 15   | 20   | 44   | 10  |
| 12. | Milcioner Zagreb     | 22  | 2    | 2    | 18   | 20   | 88   | 6   |

## Rezultatska križaljka
| kratica | klub                 | BOR | DUB | KUS | MES | MET | MIL | MLA | POŠ | RAD | SAM | TEK | TRNJ |
| --- | -------------------- | --- | --- | --- | --- | --- | --- | --- | --- | --- | --- | --- | ---- |
| BOR | Borac Zagreb         |     |     | 0:3 | 2:1 |     | 3:0 |     | 2:1 | 2:2 | 2:0 |     | 0:4  |
| DUB | Dubrava Zagreb       |     |     |     |     |     |     |     |     |     |     |     |      |
| KUS | Kustošija Zagreb     |     |     |     |     |     |     |     |     |     |     |     |      |
| MES | Mesarski Zagreb      |     |     |     |     |     |     |     |     |     |     |     |      |
| MET | Metalac Zagreb       |     |     |     |     |     |     |     |     |     |     |     |      |
| MIL | Milcioner Zagreb     | 1:3 |     |     |     |     |     |     |     |     |     |     |      |
| MLA | Mladost Zagreb       | 2:0 |     |     |     |     |     |     |     |     |     |     |      |
| POŠ | Poštar Zagreb        |     |     |     |     |     |     |     |     |     |     |     |      |
| RAD | Radnik Velika Gorica | 6:1 |     |     |     |     |     |     |     |     |     |     |      |
| SAM | Samobor              |     |     |     |     |     |     |     |     |     |     |     |      |
| TEK | Tekstilac Zagreb     | 3:1 |     |     |     |     |     |     |     |     |     |     |      |
| TRNJ | Trnje Zagreb         |     |     |     |     |     |     |     |     |     |     |     |      |
| |                      |     |     |     |     |     |     |     |     |     |     |     |      |
| podebljan rezultat – utakmice od 1. do 11. kola (1. utakmica između klubova) rezultat normalne debljine – utakmice od 12. do 22. kola (2. utakmica između klubova) rezultat nakošen – nije vidljiv redoslijed odigravanja međusobnih utakmica iz dostupnih izvora rezultat smanjen * – iz dostupnih izvora nije uočljiv domaćin susreta prekrižen rezultat – poništena ili brisana utakmica p – utakmica prekinuta 3:0 p.f. / 0:3 p.f. – rezultat 3:0 bez borbe |                      |     |     |     |     |     |     |     |     |     |     |     |      |

 Izvori: